# Ginnastica ai Giochi della IV Olimpiade - Concorso individuale maschile
La competizione del concorso individuale maschile di Ginnastica dei Giochi della IV Olimpiade si tenne i giorni 14 e 15 luglio 1908 allo stadio di White City a Londra.

Il concorso era composto dalle prove di questi elementi:
- Sbarra (movimenti oscillanti e lenti)
- Parallele
- Cavallo con maniglie
- Anelli (movimenti oscillanti e lenti)
- Salita alla fune.

## Risultati
| Pos.    | Atleta                 | Nazione     | Punti  |
| ------- | ---------------------- | ----------- | ------ |
| Oro     | Alberto Braglia        | Italia      | 317,00 |
| Argento | Walter Tysall          | Regno Unito | 312,00 |
| Bronzo  | Louis Ségura           | Francia     | 297,00 |
| 4       | Curt Steuernagel       | Germania    | 273,50 |
| 5       | Fritz Wolf             | Germania    | 267,00 |
| 6       | Sam Hodgetts           | Regno Unito | 266,00 |
| 7       | Marcel Lalu            | Francia     | 258,75 |
| 8       | Robert Diaz            | Francia     | 258,50 |
| 9       | Edward Potts           | Regno Unito | 252,50 |
| 10      | Jules Rolland          | Francia     | 249,50 |
| 11      | François Nidal         | Francia     | 249,00 |
| 12T     | George Bailey          | Regno Unito | 246,00 |
| 12T     | Karl Borchert          | Germania    | 246,00 |
| 14      | Antoine Costa          | Francia     | 241,75 |
| 15      | János Nyisztor         | Ungheria    | 236,00 |
| 16T     | Thomas Dick            | Regno Unito | 233,50 |
| 16T     | Arthur Hodges          | Regno Unito | 233,50 |
| 18      | Georges Thurnherr      | Francia     | 232,00 |
| 19      | Guido Romano           | Italia      | 230,00 |
| 20      | Joseph Castiglioni     | Francia     | 227,00 |
| 25      | Josef Čada             | Boemia      |        |
| 34      | Kálmán Szabó           | Ungheria    | 209,00 |
| 36      | Boris Honzátko         | Boemia      |        |
| 39      | Imre Gellért           | Ungheria    | 202,00 |
| 45      | Mihály Antos           | Ungheria    | 198,00 |
| 49      | Michel Biet            | Paesi Bassi | 187,50 |
| 59      | Allan Keith            | Canada      |        |
| 60      | Gerardus Wesling       | Paesi Bassi | 165,00 |
| 61      | Reinier Blom           | Paesi Bassi | 160,50 |
| 62T     | Isidore Goudeket       | Paesi Bassi | 159,00 |
| 62T     | Johannes Stikkelman    | Paesi Bassi | 159,00 |
| 64      | Emanuel Brouwer        | Paesi Bassi | 158,00 |
| 66      | Johannes Posthumus     | Paesi Bassi | 155,50 |
| 69      | Dirk Janssen           | Paesi Bassi | 153,50 |
| 71      | Cornelus Becker        | Paesi Bassi | 152,50 |
| 72      | Jan Janssen            | Paesi Bassi | 150,50 |
| 74      | Jan Kieft              | Paesi Bassi | 149,50 |
| 75      | Riku Korhonen          | Finlandia   | 143,50 |
| 78      | Abraham Mok            | Paesi Bassi | 141,00 |
| 80      | Orville Elliott        | Canada      |        |
| 83      | Hendricus Thijsen      | Paesi Bassi | 127,00 |
| 90      | Johann Flemer          | Paesi Bassi | 118,50 |
| 93      | Constantijn van Daalen | Paesi Bassi | 116,50 |
| 95      | Herman van Leeuwen     | Paesi Bassi | 101,00 |
| -       | Jonas Slier            | Paesi Bassi | 96,00  |
| -       | Edmund Aspinall        | Regno Unito |        |
| -       | Otto Bauscher          | Regno Unito |        |
| -       | Édouard Boislèvé       | Francia     |        |
| -       | Otello Capitani        | Italia      |        |
| -       | Conrad Carlsrud        | Norvegia    |        |
| -       | Auguste Castille       | Francia     |        |
| -       | Ferdinand Castille     | Francia     |        |
| -       | Georges Charmoille     | Francia     |        |
| -       | Joseph Cook            | Regno Unito |        |
| -       | Antoine De Buck        | Belgio      |        |
| -       | Sidney Domville        | Regno Unito |        |
| -       | Victor Dubois          | Francia     |        |
| -       | E. Dyson               | Regno Unito |        |
| -       | August Ehrich          | Germania    |        |
| -       | W. Fergus              | Regno Unito |        |
| -       | Paul Fischer           | Germania    |        |
| -       | Dominique Follacci     | Francia     |        |
| -       | A. V. Ford             | Regno Unito |        |
| -       | E. Gauthier            | Francia     |        |
| -       | James Graham           | Regno Unito |        |
| -       | Robert Hanley          | Regno Unito |        |
| -       | Len Hanson             | Regno Unito |        |
| -       | Peter Hol              | Norvegia    |        |
| -       | Eugen Ingebretsen      | Norvegia    |        |
| -       | Ole Iversen            | Norvegia    |        |
| -       | Per Jespersen          | Norvegia    |        |
| -       | Georg Karth            | Germania    |        |
| -       | Wilhelm Kaufmann       | Germania    |        |
| -       | Carl Klæth             | Norvegia    |        |
| -       | Carl Körting           | Germania    |        |
| -       | Eetu Kosonen           | Finlandia   |        |
| -       | Josef Krämer           | Germania    |        |
| -       | F. Lekim               | Francia     |        |
| -       | Joseph Lux             | Francia     |        |
| -       | G. Meade               | Regno Unito |        |
| -       | G. Mounier             | Francia     |        |
| -       | Frithjof Olsen         | Norvegia    |        |
| -       | Iivari Partanen        | Finlandia   |        |
| -       | Georges Ratelot        | Francia     |        |
| -       | Jaska Saarivuori       | Finlandia   |        |
| -       | Heinrich Siebenhaar    | Germania    |        |
| -       | John Skrataas          | Norvegia    |        |
| -       | C. H. Smith            | Regno Unito |        |
| -       | Vilmos Szűcs           | Ungheria    |        |
| -       | David Teivonen         | Finlandia   |        |
| -       | Jean Van Guysse        | Belgio      |        |
| -       | J. A. Walters          | Regno Unito |        |
| -       | W. Watters             | Regno Unito |        |
| -       | Wilhelm Weber          | Germania    |        |
| -       | Frigyes Gráf           | Ungheria    |        |